# Lydie Salvayre
Lydie Salvayre, (Autainville, 1948) is een Franse schrijver. Zij ontving de Prix Goncourt in 2014 voor haar roman Pas Pleurer 
Lydie Salvayre is geboren uit Spaanse ouders, die na de Spaanse Burgeroorlog naar Frankrijk vluchtten. Ze is kinderpsychiater en zij wordt beschouwd als een van de grote vernieuwers van de Franse literatuur.

## Biografie
Lydie Salvayre, geboortenaam Lydie Arjona, is geboren in 1948. Ze heeft Spaanse ouders en de Franse taal is dan ook niet haar moedertaal. Haar vader is afkomstig uit Andalusië en haar moeder uit Catalonië. Aan het einde van de Spaanse Burgeroorlog zijn haar ouders, die aan de kant van de Spaanse Republikeinen stonden, naar Zuid-Frankrijk gevlucht. Haar ouders hebben elkaar ontmoet in een opvangkamp voor Spaanse vluchtelingen in Argelès-sur-Mer, net over de Spaans-Franse grens. Lydie bracht haar kinderjaren door in een vluchtelingenkamp in Auterive, bij Toulouse.
Lydie Salvayre behaalde een bachelor in de moderne letterkunde, specialisatie Spaanse letterkunde, aan de Universiteit van Toulouse. In 1969 begint ze opnieuw aan een studie. Ze schrijft zich in bij de Faculteit Geneeskunde van de Universiteit van Toulouse. Na afronding van deze studie heeft zij voor een specialisatie psychiatrie gekozen die zij gevolgd heeft in Marseille. Na haar studie heeft zij meerdere jaren als psychiater gewerkt in een psychiatrische kliniek in Bouc-Bel-Air. Na haar echtscheiding in 1983 verhuist zij naar Parijs. Ze heeft haar werk als kinderpsychiater voortgezet in een polikliniek in Argenteuil.
Aan het einde van de jaren ’70 is zij begonnen met het schrijven. Begin jaren ’80 verschijnen de eerste publicaties in literaire bladen, uitgegeven in Aix-en-Provence en Marseille. 
In haar romans komen vaak psychiaters voor, maar ook maatschappelijke thema’s zoals het werk en sociale ongelijkheid. 
Haar eerste roman La Déclaration is uitgegeven in 1990. Daarna heeft zij nog veel romans geschreven en bijdragen geleverd aan verzamelwerken. In Frankrijk is haar werk meermalen bekroond met literaire prijzen. Haar schrijfstijl leent zich voor theatrale bewerking. Van 5 romans van Lydie Salvayre zijn toneelbewerkingen gemaakt. Zij wordt beschouwd als een belangrijke vernieuwer van de Franse taal.
De romans van Lydie Salvayre zijn in meer dan 20 talen vertaald, waaronder het Nederlands.

## Pas pleurer
In 2014 ontving Lydie Salvayre de Prix Goncourt voor haar roman Pas pleurer. In deze roman laat ze haar oude moeder Montse vertellen over de Spaanse revolutie van 1936. Pas pleurer is nog niet in het Nederlands vertaald.

## In het Nederlands vertaalde romans
- 1995: La Puissance des mouches. Nederlandse vertaling: De Macht van Vliegen. Vertaald door José Rijnaarts. De Geus, 2003
- 1997: La Compagnie des spectres, Nederlandse vertaling: In Gezelschap van Spoken. Vertaald door Jeanne Holierhoek. De Geus 1999
- 1999: La Conférence de Cintegabelle. Nederlandse vertaling: De Spreker. Vertaald door José Rijnaarts. De Geus 2004
- 2000: Les Belles âmes, Nederlandse vertaling: Nobele Zielen. Vertaald door Jeanne Holierhoek. De Geus 2001
- 2003: Passage à l'ennemie. Nederlandse vertaling: Het zwijgen van Savedra. Vertaald door Eveline van Hemert. De Geus 2006

- Bibsys: 97054612
- Biblioteca Nacional de España: XX1556211
- Bibliothèque nationale de France: cb12148837x (data)
- Catàleg d'autoritats de noms i títols de Catalunya: 981058525110106706
- CiNii: DA1150684X
- Gemeinsame Normdatei: 121275531
- International Standard Name Identifier: 0000 0001 1675 0453
- Library of Congress Control Number: n94053229
- Nationale Bibliotheek van Letland: 000216511
- MusicBrainz: 2c34b475-b456-4232-a336-535551681f03
- Nationale Bibliotheek van Tsjechië: xx0060085
- Nationale bibliotheek van Australië: 36006119
- Nationale Bibliotheek van Israël: 987007586111405171
- Nationale Bibliotheek van Polen: a0000001038509
- Nationale en Universitaire bibliotheek Zagreb: 000479401
- Nederlandse Thesaurus van Auteursnamen: 087946009
- Réseau des bibliothèques de Suisse occidentale: 02-A003782073
- Istituto Centrale per il Catalogo Unico: CFIV113532
- Système universitaire de documentation: 029976790
- Virtual International Authority File: 263770461
- WorldCat: E39PBJfCtdB4V6fKHymqFj97HC